# Репнин, Михаил Петрович
Михаил Петрович Репнин († 16 января 1564) — князь, стольник, боярин и воевода из рода Репниных.
Старший сын боярина князя Петра Ивановича Репнина.

## Жизнь и Биография
Стольник и есаул в царском походе против крымских татар (1544). Присутствовал на свадьбе царя Ивана Васильевича Грозного с Анастасией Романовной, где был с братом Юрием «у постели» (03 февраля 1547). Подписался на поручной записи по князю Ивану Ивановичу Пронскому (09 декабря 1547). Воевода в Пронске, откуда ходил в Тулу, участвуя в отражении крымских татар (1545).
В 1549-1550 годах — рында при царе Иване Грозном во время второго похода на Казанское ханство и в походе «по крымским вестям» в Коломну. Сын боярский 2-й статьи, пожалован в московское дворянство (1550). Воевода в Пронске (1551). При осаде крымским ханом Тулы, пришёл с отрядом на помощь с Прони (1552). В 1553 году отправлен из Коломны в Одоев в передовом полку, а в 1555 году — береговой воевод на реке Угре. В том же году был первым воеводой в возрождаемом на старом городище Болхове. В 1556 году во время похода царя Ивана Грозного в Серпухов находился в числе «голов». В 1557 году — воевода в Карачеве, затем в Курске и Мценске. В 1558 году служил воеводой в Орешке.
В том же 1558 году участвовал в Ливонской войне. Вместе с князем Дмитрием Ивановичем Курлятевым был воеводой большого полка в Раковоре. Русские войска захватили Кавелехт, сожгли Верполь и разгромили ливонских крестоносцев в бою под Таллином (Ревелем). Вскоре ливонский магистр Готхард фон Кетлер и военачальник рижского архиепископа Фёлькерзам, собрав десятитысячное войско, осадили Ринген и взяли его штурмом.

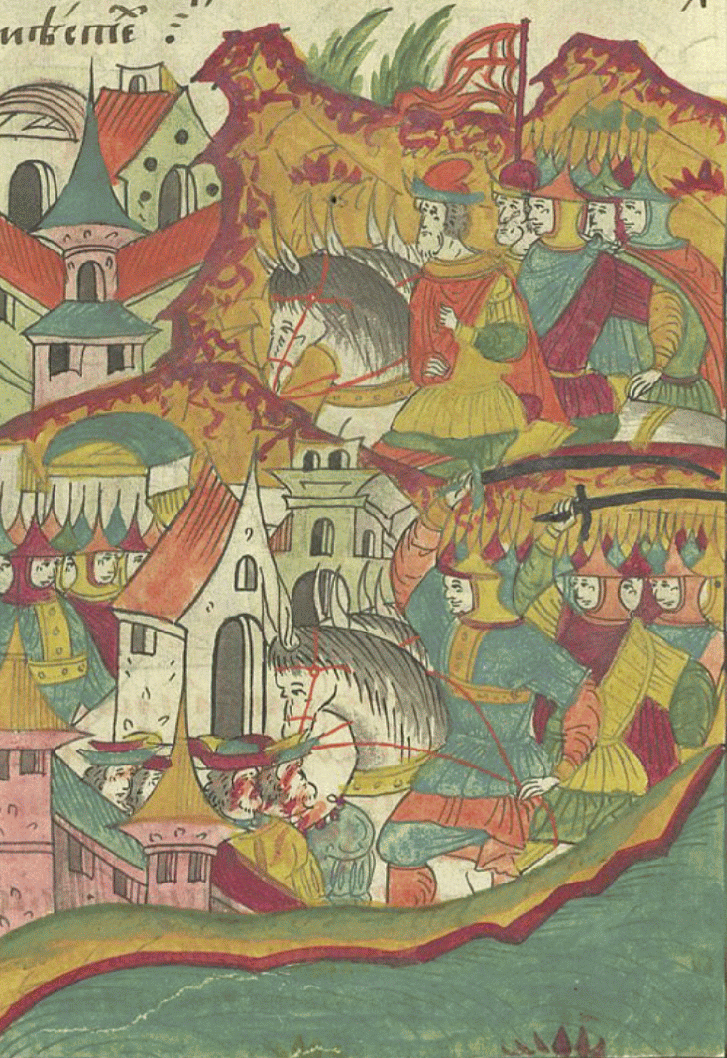
Михаил Петрович Репнин в походе с Павлом Заболоцким и Жданом Вешняковым в походе к городу Пайдусу

В 1559 году пожалован в бояре. В 1560 году — первый воевода полка левой руки во время похода русской рати под командованием князя Ивана Фёдоровича Мстиславского на Мариенбург и другие ливонские города. В конце 1562 — начале 1563 года участвовал в походе русской армии под предводительством царя Ивана Васильевича Грозного на Полоцк, во время которого был воеводой «у наряду». Подписался на поручной записи по князю Ивану Дмитриевичу Бельскому (20 марта 1562). В 1563 году — был в Великих Луках «по вестям» в передовом полку. Подписался в поручной записи по князю Алексею Ивановичу Воротынскому (20 апреля 1563).
По словам князя Андрея Михайловича Курбского, царь Иоанн IV Грозный однажды призвал князя Михаила Петровича Репнина к себе на маскированный вечер; когда последний стал говорить ему, что «христианскому царю сие непристойно», Иван IV, надев на него маску, сказал: «Веселись, играй с нами». Но князь Михаил Репнин, сорвав и растоптав маску, сказал: «… чтобы я, боярин, стал безумствовать и бесчинствовать…» Царь через несколько дней велел убить его в церкви. Его умертвили в церкви, возле алтаря, во время чтения Евангелия, в субботу, за всенощной († 16 января 1564).
Имя князя Михаила Петровича Репнина было внесено в синодик Кирилло-Белозерского монастыря и синодик опальных.

## Семья
Брат — князь Юрий Петрович Репнин, дворянин московский.
Жена: Мария, происхождение не известно.
- Предположительно[3], их дочерью была княжна Елена Михайловна († 1592) — первая жена боярина, князя и будущего царя Василия Ивановича Шуйского (1552—1612).
- Княжна Анна Михайловна, упомянута, как живущая со своей матерью в вотчине в Коломенском уезде (1578)[1][4].

## В искусстве
- Баллада А. К. Толстого «Князь Михайло Репнин» (1840-е)
- Картина К. Е. Маковского «Князь Репнин на пиру у Ивана Грозного» (1880-е)